# Liste der Kunstwerke im öffentlichen Raum in Linz-Ebelsberg
Diese Liste der Kunstwerke im öffentlichen Raum in Linz-Ebelsberg enthält die vom Archiv der Stadt Linz gelisteten Kunstwerke im öffentlichen Raum im Stadtteil Ebelsberg.
Denkmäler, profane Skulpturen und Plastiken, sakrale Kleindenkmäler, Brunnen, Gedenktafeln oder Kunst am Bau wurden in die Listen aufgenommen, sofern sie dauerhaft installiert und vom Archiv der Stadt Linz als Kunst im öffentlichen Raum (Public Art) verzeichnet und mit einer eindeutigen Identifikationsnummer (ID) ausgestattet sind.

## Kunstwerke
| Foto |                 | Name                                                                     | Typ          | Standort                                          | Künstler       | Datierung | Beschreibung | Metadaten |
| ---- | --------------- | ------------------------------------------------------------------------ | ------------ | ------------------------------------------------- | -------------- | --------- | ------------ | --------- |
| ja   | Datei hochladen | Herma-von-Schuschnigg-Marterl ID: 1129                                   | Kleindenkmal | B 1 vor der Abzweigung zum Pichlingersee Standort |                | 1935      |              |           |
| ja   | Datei hochladen | Marterl Florianer Straße ID: 3193 HERIS-ID: 100697 Objekt-ID: 116966     | Kleindenkmal | Brucknerweg Standort                              |                | 1750      |              |           |
| ja   | Datei hochladen | Denkmal für die gefallenen Wiener Freiwilligen (1809) ID: 1101           | Gedenkstätte | Ebelsberger Schlosspark Standort                  |                | 1890      |              |           |
| ja   | Datei hochladen | Johannes Nepomuk Traunbrücke ID: 1441 HERIS-ID: 100698 Objekt-ID: 116967 | Kleindenkmal | Ebelsberger Traunbrücke Standort                  |                | 1706      |              |           |
| ja   | Datei hochladen | Kriegerdenkmal Fadingerplatz ID: 1141 HERIS-ID: 100701 Objekt-ID: 116970 | Gedenkstätte | Fadingerplatz Standort                            |                | 1909      |              |           |
| ja   | Datei hochladen | Marktbrunnen Ebelsberg ID: 1046 HERIS-ID: 100699 Objekt-ID: 116968       | Brunnen      | Fadingerplatz Standort                            | Josef Huber    | 1690      |              |           |
| ja   | Datei hochladen | Gedenktafel Stephan Fadinger ID: 1394                                    | Gedenktafel  | Fadingerplatz 5 Standort                          |                | 1926      |              |           |
| ja   | Datei hochladen | Wiederaufbau Ebelsberg 1809 ID: 1442                                     | Gedenktafel  | Fadingerplatz 14 Standort                         |                | 1809      |              |           |
| ja   | Datei hochladen | Falterwegkapelle ID: 1061                                                | Kleindenkmal | Falterweg 8 Standort                              |                | 1865      |              |           |
| ja   | Datei hochladen | Mariahilfkapelle Ebelsberg ID: 1084 HERIS-ID: 100703 Objekt-ID: 116972   | Kleindenkmal | Florianer Straße Standort                         |                | 1717      |              |           |
| ja   | Datei hochladen | Kriegerdenkmal Ebelsberg ID: 1544                                        | Gedenkstätte | Florianerstraße Standort                          | Fritz Fröhlich | 1961      |              |           |
| BW   | Datei hochladen | Stöttinger Kapelle ID: 1464                                              | Kleindenkmal | Gottschallinger Straße 88 Standort                |                | 1860      |              |           |
| BW   | Datei hochladen | Maria Ebelsberg ID: 1495                                                 | Kleindenkmal | Kastweg Standort                                  |                | 1912      |              |           |
| ja   | Datei hochladen | Wegkreuz Panholzerweg ID: 1496                                           | Kleindenkmal | Panholzerweg Standort                             |                | 1850      |              |           |
| ja   | Datei hochladen | Kreuzweg Schiltenberg ID: 1453                                           | Kleindenkmal | Schiltenberg Standort                             |                | 2004      |              |           |
| BW   | Datei hochladen | Burgfriedsäule ID: 1456                                                  | Kleindenkmal | Schiltenbergstraße Standort                       |                | 1550      |              |           |
| ja   | Datei hochladen | Wegkreuz Schiltenbergstraße ID: 1493                                     | Kleindenkmal | Schiltenbergstraße Standort                       |                | 1670      |              |           |
| ja   | Datei hochladen | Schlacht bei Ebelsberg 1809 ID: 1552                                     | Gedenktafel  | Schlosshof Standort                               |                | 2009      |              |           |
| ja   | Datei hochladen | „Pestsäule“ Schlosspark ID: 1498                                         | Kleindenkmal | Schlosspark Standort                              |                | 1736      |              |           |
| ja   | Datei hochladen | Marterl mit Marienstandbild ID: 1086                                     | Kleindenkmal | Schlosspark Standort                              |                | 1936      |              |           |
| ja   | Datei hochladen | Bildstock Schloss Ebelsberg ID: 250                                      | Kleindenkmal | Schlosspark Ebelsberg Standort                    |                | 1842      |              |           |
| ja   | Datei hochladen | Wandmarterl Wambach ID: 1550                                             | Kleindenkmal | Wambacherstraße 218 Standort                      |                | 2000      |              |           |
| BW   | Datei hochladen | Napoleon ID: 1418                                                        | Gedenktafel  | Wambacherstraße 82 Standort                       |                | 1851      |              |           |
|      | Datei hochladen | Wegkreuz Weikerlseestraße, „Flößerkreuz“ ID: 1492                        | Kleindenkmal | Weikerlseestraße / Traundorferstraße              |                | 1900      |              |           |
| ja   | Datei hochladen | Annakapelle ID: 1053 HERIS-ID: 100704 Objekt-ID: 116973                  | Kleindenkmal | Wiener Straße Standort                            |                | 1800      |              |           |
| ja   | Datei hochladen | Mayrhuber Kapelle ID: 1469                                               | Kleindenkmal | Zeisigweg Standort                                |                | 1984      |              |           |
| ja   | Datei hochladen | Kapelle Ziegelhubweg ID: 1081                                            | Kleindenkmal | Ziegelhubweg Standort                             |                | 1780      |              |           |